# برایان بولگاچ
برایان بولگاچ (هلندی: Brian Bulgaç؛ زادهٔ ۷ آوریل ۱۹۸۸) دوچرخه‌سوار اهل هلند است.
از باشگاه‌هایی که در آن رکاب زده‌است می‌توان به تیم دوچرخه‌سواری رابوبانک دولوپمنت، تیم لوتو–سودال، تیم سانوب، و تیم لوتوان‌ال–یومبو اشاره کرد.